# Новопавловская волость (Изюмский уезд)
Новопавловская во́лость — историческая административно-территориальная единица Изюмского уезда Харьковской губернии с волостным правлением в деревне Васильевка.
По состоянию на 1885 год состояла из 8 поселений, 8 сельских общин. Население — 2255 человек (1174 человек мужского пола и 1081 — женского), 332 дворовых хозяйства.
|                       | Площадь | В т.ч. пахотной |
| --------------------- | ------- | --------------- |
| Сельских общин        | 1545    | 1138            |
| Частной собственности | 9679    | 4742            |
| Другой собственности  | 60      | 60              |
| В целом               | 11284   | 5940            |

Основные поселения волости:
- Васильевка (Науменкова) - бывшая владельческая деревня при реке Бычке в 35 верстах от уездного города Изюма. В деревне волостное правление, 39 дворов, 176 жителей.
- Надеждовка - бывшее владельческое село при реке Торце. В селе 48 дворов, 266 жителей, православная церковь.
- Новопавловка - бывшее владельческое село при реке Торце. В селе 37 дворов, 243 жителя, православная церковь.

Храмы волости:
- Воскресенская церковь в селе Надеждовка.
- Иоанно-Предтеченская церковь в селе Новопавловка.